# El hombre que mató a Don Quijote
El hombre que mató a Don Quijote (título original en inglés: The Man Who Killed Don Quixote) es una película británica de género fantástico estrenada en 2018 y dirigida por Terry Gilliam. Basada en la popular novela Don Quijote de la Mancha de Miguel de Cervantes Saavedra, la cinta fue concebida inicialmente en 1998 pero sufrió varios reveses de producción y ocho intentos de rodaje fallidos a lo largo de 19 años.
Después de 17 años de producción, la película se estrenó el 19 de mayo de 2018 cerrando el Festival de Cannes de 2018.

## Trama
El hombre que mató a Don Quijote cuenta la historia de un anciano engañado convencido de que es Don Quijote y que confunde a Toby, un ejecutivo publicitario, con su fiel escudero, Sancho Panza. La pareja se embarca en un viaje extraño, con saltos hacia atrás y adelante en el tiempo, entre el  siglo XXI y el  siglo XVII. Poco a poco, tanto Toby como el famoso caballero, se van contagiando de ese mundo ilusorio, siendo incapaces de separar ficción de realidad.

## Reparto
- Jonathan Pryce como Don Quijote.
- Adam Driver como Toby Grisoni.
- Olga Kurylenko como Jacqui.
- Stellan Skarsgård como El jefe.
- Antonio Gil como Guardia Civil/Holy Brother.
- Óscar Jaenada como Gitano[7]
- Rossy de Palma como la Esposa del granjero.[8]
- Jason Watkins como Rupert.[9]
- Paloma Bloyd como Melissa.
- Mario Tardón como el Cura.
- Laura Galán como la Chica regordeta.
- Hovik Keuchkerian como Raúl.
- Manolo Monzón como Gigante 2
- Viveka Rytzner como Junior creative[10]

## Producción
La etapa de preproducción inició a finales de los años noventa con un presupuesto inicial de $32 millones de dólares y con Jean Rochefort, Johnny Depp y Vanessa Paradis en los papeles estelares. El rodaje se inició en Navarra en el 2000, pero después de graves problemas durante la grabación, entre ellos la destrucción del equipo de filmación en una inundación, el retiro de Rochefort del proyecto debido a enfermedad, problemas con la aseguradora de la película y otras dificultades de financiación, la cinta fue cancelada. El infructuoso intento por grabar la película fue compilado en un documental bajo el nombre Lost in La Mancha, estrenado en 2002. En un intento en vano, el director Terry Gilliam intentaría revivir el proyecto nuevamente entre 2005 y 2015, contando con los actores Robert Duvall, Michael Palin, John Hurt, Ewan McGregor y Jack O'Connell, fracasando nuevamente. El actor Johnny Depp se apartó de forma definitiva del proyecto debido a su ocupada agenda y el actor John Hurt se vio inhabilitado al haber sido diagnosticado con cáncer.
Durante el Festival de Cine de Cannes de 2016, Gilliam anunció que las grabaciones se reiniciarían en octubre de ese año con Michael Palin como Don Quijote, Adam Driver como Grisoni y Olga Kurylenko en el papel femenino principal. El proyecto fracasó una vez más debido a la imposibilidad del productor Paulo Branco de encontrar fondos para la filmación. En marzo de 2017 las grabaciones comenzaron por primera vez en 17 años, esta vez con Jonathan Pryce como Don Quijote. El 4 de junio del mismo año, Gilliam anunció vía Facebook que el rodaje finalmente había concluido.

## Artículos
- Stubbs, Phil, ed. (2005). «Dreams: The Man Who Killed Don Quixote». smart.co.uk. (sitio web con enlaces adicionales sobre la primera producción de la película en 2000).
- O'Hagan, Sean (4 de febrero de 2001). «Terry Gilliam on his Don Quixote disaster». The Guardian.

## Media
- Tráiler del documental Lost in La Mancha en Internet Movie Database (incluye archivos de imagen y vídeo sobre las primeras grabaciones de The Man Who Killed Don Quixote en 2000).